# Сишћани
Сишћани су насељено место у саставу града Чазме у Бјеловарско-билогорској жупанији, Република Хрватска.

## Историја
До територијалне реорганизације у Хрватској налазили су се у саставу старе општине Чазма.

## Становништво
На попису становништва 2011. године, Сишћани су имали 309 становника.

## Попис1991.
На попису становништва 1991. године, насељено место Сишћани је имало 351 становника, следећег националног састава:
| Попис 1991.‍  | Попис 1991.‍  | Попис 1991.‍ | Попис 1991.‍ | Попис 1991.‍ |
| ------------ | ------------ | ----------- | ----------- | ----------- |
|              |              |             |             |             |
| Хрвати       | Хрвати       |             | 341         | 97,15%      |
| Срби         | Срби         |             | 2           | 0,56%       |
| Албанци      | Албанци      |             | 1           | 0,28%       |
| Југословени  | Југословени  |             | 1           | 0,28%       |
| неопредељени | неопредељени |             | 2           | 0,56%       |
| непознато    | непознато    |             | 4           | 1,13%       |
| укупно: 351  |              |             |             |             |